# Focke-Wulf Fw 190
Focke-Wulf Fw 190 fra Focke-Wulffabrikkerne med kaldenavnet Würger (tornskade) var et tysk jagerfly som fløj første gang 1. juni 1939.
Flyet blev udviklet for at kunne supplere andre førstegenerationsmonoplaner, hovedsageligt Messerschmitt Bf 109. Fw 190 blev bygget i en lang række forskellige versioner, over 20.000 i alt, og efter 1943 blev det den vigtigste jagerbomber i Luftwaffe. Tidlige versioner af flyet var udrustet med stjernemotor, mens de senere blev udrustet med V-motor.
Rundt regnet 30 Focke-Wulf Fw 190 eksisterer på museer rundt omkring i verden i dag.
- Wikimedia Commons har flere filer relateret til Focke-Wulf Fw 190

| Luftfart | Spire Denne artikel om flyvning er en spire som bør udbygges. Du er velkommen til at hjælpe Wikipedia ved at udvide den. |